# نادي بيشة
نادي بيشة نادي سعودي من محافظة بيشة تأسس عام ١٣٨٠هجري على يد مجموعة من شباب بيشة ويعد من أقدم أندية المنطقة الجنوبية
للنادي مجموعة من الألعاب منها القدم، الطائرة، اليد، ألعاب القوى.
أنجب النادي مجموعة من اللاعبين المشهورين من أمثال:
- فهد الهريفي (النصر)
- حسين البيشي (الهلال)
- تركي زياد (الهلال)
- مشبب زياد (الأهلي)
- جفين البيشي (الأهلي)
- علي عايض الرمثي (الأهلي)
- حامد البيشي ( الهلال )

وغيرهم الكثير من النجوم الذين سطعوا في سماء الكرة السعودية وهذا في مجال كرة القدم. كما توجه النادي لإنتاج جديد من النجوم الذين وضعوا للوطن بصمة عالمية من خلال المسابقات الدولية والداخلية وهم أبطال ألعاب القوى مثل محمد حامد البيشي الذي أعلن اعتزاله في سباقات الجري وكذلك حمدان البيشي الذي يعد أول لاعب عربي سعودي يحقق الميدالية الذهبية في سباقات الجري في بطولة العالم للشباب عام 2000 التي أقيمت في تشيلي.
كذلك اللاعب السعودي كابتن حامد البيشي حامل الرقم القياسي لاكثر من ٢٠ سنة في الوثب الطويل واللذي حققة في باكستان سنة ١٩٧٩م وقد تصدر المشهد الرياضي انذاك واللذي شارك في أكثر من محفل اولمبي ( مونتريال كندا )
ابرز القيادات في النادي :
صالح محمد ال خشيل وهو أحد المؤسسين وأول رئيس لنادي بيشة ( النخيل سابقًا)
الشيخ عبد الخالق سعيد كدسة ( من أول رؤساء النادي المؤثرين اجتماعياً وفي عهده فعّل النشاط الثقافي والاجتماعي بشكل ملحوظ وبارز )
الشيخ سياف عامر ال خشيل ( قائد لا يشق له غبار، خرج في عهده أبناء من بيشه مثلوا المنتخب والاندية الكبيرة، فهد الهريفي ( النصر ) مشبب زياد ( الاهلي )
الشيخ عبد الرحمن صالح الخبتي ( كان من اقرب الرؤساء للاعبين، وابرز انجازاته هو صعود فريق شباب النادي للممتاز، وايضاً انتقال بعض لاعبيه للاندية الكبيرة وتمثيل المنتخب، جفين البيشي ومحمد عيد ( الاهلي )
وتم في عهده بناء مقر للنادي وإنشاء ملعب رديف للشباب والناشئين )
موقعة في بيشه امام ثانوية الملك عبد الله

## تشكيلة الفريق الحالية
ملاحظة: تشير الأعلام إلى المنتخب الوطني على النحو المحدد في قواعد الأهلية للفيفا. قد يحمل اللاعبون أكثر من جنسية واحدة غير تابعة للفيفا.
| الرقم | البلد     | المركز | اللاعب              |
| ----- | --------- | ------ | ------------------- |
| 1     | السعودية  | حارس   | علي السيهاتي        |
| 3     | السعودية  | مدافع  | إبراهيم الجدعاني    |
| 4     | السعودية  | وسط    | عبد الله المحمد     |
| 5     | السعودية  | مدافع  | منيع البيشي         |
| 6     | الكاميرون | وسط    | فابريس أونانا       |
| 7     | السعودية  | مهاجم  | محمد البيشي         |
| 8     | موريتانيا | وسط    | الشيخ سعدنا         |
| 9     | الجزائر   | مهاجم  | عبد الحكيم أمقران   |
| 10    | تونس      | مهاجم  | الجيلاني عبد السلام |
| 11    | السعودية  | وسط    | عايض الشهراني       |
| 15    | السعودية  | وسط    | عطية الشمراني       |
| 16    | السعودية  | مدافع  | محمد المالكي        |
| 17    | السعودية  | مدافع  | جبران عسيري         |

| الرقم | البلد    | المركز | اللاعب             |
| ----- | -------- | ------ | ------------------ |
| 18    | السعودية | وسط    | نادر ياجزي         |
| 20    | السعودية | مدافع  | خالد الدبيش        |
| 21    | السعودية | مهاجم  | نايف الرحيلي       |
| 22    | السعودية | حارس   | خالد أحمد          |
| 23    | السعودية | وسط    | عبد الرحمن آل عليط |
| 25    | السعودية | مدافع  | أمجد برناوي        |
| 28    | السعودية | مدافع  | فهد المعاوي        |
| 32    | السعودية | مدافع  | قاسم شراحيلي       |
| 92    | السعودية | حارس   | محمد آل قاسم       |
| --    | السعودية | مدافع  | غشام الشهري        |
| --    | السعودية | مدافع  | ضافر مقعد          |
| --    | السعودية | وسط    | سعد المعاوي        |
| --    | السعودية | وسط    | محمد الرميثي       |

## تغيير اسم النادي
صدرت موافقة رئيس الهيئة العامة للرياضة الأمير عبد العزيز الفيصل بتغيير مسمى نادي النخيل الرياضي في محافظة بيشة بمنطقة عسير إلى نادي بيشة الرياضي في عام 2019 .